# یالوباکند
یالوباکند (به لاتین: Yalobakənd) یک منطقهٔ مسکونی در جمهوری آذربایجان است که در شهرستان خواجه‌لی واقع شده‌است.